# مروان شویرف
مروان شویرف (انگلیسی: Marouan Chouiref؛ زادهٔ ۲۷ مهٔ ۱۹۹۰) بازیکن هندبال اهل تونس است.